# Tanzpreis der Landeshauptstadt München
Der Tanzpreis der Landeshauptstadt München  wird seit 1994 alle drei Jahre – alternierend mit dem Theaterpreis und dem Musikpreis – vom Stadtrat Münchens verliehen. Der Preis wird „als Anerkennung eines Lebenswerkes beziehungsweise des Gesamtschaffens von Künstlerinnen und Künstlern oder auch Ensembles aus allen Stilrichtungen des Tanzes vergeben“.  Das Vorschlagsrecht liegt bei einer vom Stadtrat berufenen Kommission, bestehend aus Fachjuroren, Stadträten und dem Vorjahrespreisträger. Die Auszeichnung ist mit 10.000 Euro dotiert.

## Preisträger
- 2022: Ballett des Staatstheaters am Gärtnerplatz
- 2019: Claudia Jeschke
- 2016: Ivan Liška, Bettina Wagner-Bergelt und Wolfgang Oberender
- 2013: Richard Siegal
- 2010: Jessica Iwanson
- 2006: Ferenc Babay
- 2003: Micha Purucker
- 2000: Judith Turos
- 1997: Dinko Bogdanic
- 1994: Pia und Pino Miakar